# Château Cagnis
 (février 2025).
Le château Cagnis (en italien : Castello Cagnis) est un ancien château-fort situé dans la commune de Lessolo au Piémont en Italie.

## Histoire
Le château, déjà documenté au XIIIe siècle, appartient pendant longtemps aux comtes de Castellamonte, qui exercent leur juridiction sur la commune de Lessolo,. Au XIVe siècle, la structure originelle est détruite lors de la révolte des Tuchini, mais elle est ensuite reconstruite. Au fil des siècles, la fortification fut transformée en palais seigneurial. Le château serait probablement le lieu de naissance de Francesco Ruffini (en).

## Description
Le château se distingue par ses deux tours massives, l'une carrée et l'autre cylindrique, qui ont survécu aux nombreux remaniements.